# بافيل سوخوف
بافيل فلاديسلافوفيتش سوخوف (بالروسية: Павел ВЛадислович Сухов، من مواليد 7 مايو 1988) هو لاعب مبارز سيف أولمبي روسي يستخدم يده اليمنى. هو بطل أوروبا للفريق مرتين وبطل أوروبا في مبارزة فردية عام 2012. حائز على الميدالية الفضية الأولمبية لعام 2021. تنافس في دورة الألعاب الأولمبية الصيفية 2012 في لندن، والألعاب الأولمبية الصيفية 2016 في ريو دي جانيرو في البرازيل، والألعاب الأولمبية الصيفية 2020 في طوكيو، اليابان.